# Gärmersdorf
Gärmersdorf ist seit der Gemeindegebietsreform, die am 1. Januar 1972 wirksam wurde, ein Gemeindeteil von Kümmersbruck im Landkreis Amberg-Sulzbach in der Oberpfalz in Bayern.

## Geschichte
Die Erstnennung von Gärmersdorf war im Jahre 1289. Damals wurde dem Kloster Ensdorf im Rahmen einer Messstiftung ein Hof in „Gerberstorf“ übereignet, in welchem Ort man das jetzige Gärmersdorf vermutet. 1818 folgte dann die eigentliche Gemeindebildung. Im heutigen Gemeindebereich wurden drei Gemeinden geschaffen: Gärmersdorf (mit Krumbach, Kümmersbruck, Moos und Penkhof), Köfering (mit Engelsdorf, Haselmühl und Lengenfeld) und Theuern.

## Wappen
Blasonierung: Über goldenem Wellenschildfuß, darin eine goldene heraldische Rose, in Schwarz ein silberner Balken, belegt mit drei blauen Sternen. (IME vom 10. Juni 1968 Nr. I B 3 – 3000/29 G 14). 
Von den Wappen der Inhaber der ehemaligen Landsassengüter im heutigen Gemeindegebiet wurden die der Nortweiner (silberner Balken), der Hegner (Rose) und der Löwenthal (Sterne) ausgewählt. Die Wellenteilung redet für die Ortsnamen Kümmersbruck, Haidweiher, Krumbach und Moos. Die Feldfarben Gold und Schwarz weisen wegen des ehemaligen Besitzes des Hofkastenamts Amberg auf den kurpfälzischen Löwen hin.
Gemeindefahne: rot, gelb, blau.

## Klima
Das Dorf hielt lange Zeit den deutschen Hitzerekord. Am 27. Juli 1983 wurden vom Geophysikalischen Messzug der Bundeswehr 40,3 °C gemessen, was der Deutsche Wetterdienst zunächst bestätigte, später jedoch auf 40,2 °C korrigierte. Nach der Jahrtausendwende wurde der Wert jedoch mehrfach übertroffen.
|                       | Jan  | Feb  | Mär  | Apr  | Mai | Jun  | Jul  | Aug  | Sep  | Okt  | Nov | Dez  |   |      |
| Mittl. Tagesmax. (°C) | 0,9  | 2,5  | 7,8  | 13,3 | 18  | 21,5 | 22,9 | 22,2 | 18,9 | 12,9 | 5,8 | 2,2  | ⌀ | 12,5 |
| Mittl. Tagesmin. (°C) | −4,4 | −3,8 | −0,5 | 3    | 7,3 | 10,7 | 12,2 | 11,6 | 8,6  | 4,5  | 0,7 | −2,5 | ⌀ | 4    |
|                       |      |      |      |      |     |      |      |      |      |      |     |      |   |      |
| Niederschlag (mm)     | 45   | 37   | 41   | 42   | 61  | 77   | 77   | 73   | 52   | 45   | 45  | 51   | Σ | 646  |

| −4,4 |

| −3,8 |

| −0,5 |

| 3 |

| 7,3 |

| 10,7 |

| 12,2 |

| 11,6 |

| 8,6 |

| 4,5 |

| 0,7 |

| −2,5 |

| −4,4 |

| −3,8 |

| −0,5 |

| 3 |

| 7,3 |

| 10,7 |

| 12,2 |

| 11,6 |

| 8,6 |

| 4,5 |

| 0,7 |

| −2,5 |